# Gigabyte
A gigabyte, rövidítve GB (SI-prefixum giga-+byte) a számítástechnikában 1 000 000 000 azaz egymilliárd byte-nak megfelelő információmennyiség (≈ 229,897352854 bájt).
Nem keverendő a gigabittel (Gb), amely 109-en bit, sem a gibibájttal (gibibyte, GiB), amely 230-on (= 1 073 741 824) byte, azaz 8*230 bit.
Látható, hogy a 2-es alapú hatvánnyal meghatározott gibibájt kb. 7,37 %-kal nagyobb, mint a tízes alapú gigabájt.

## Definíció
A gigabyte-nak ugyanakkor mégis két definíciója van, mivel a bevezetőben leírt értelmezés nem általános:
- 1 000 000 000 byte vagy 109 byte a decimális definíció, amit a telekommunikációban (pl. hálózatok sebessége) és a merevlemezgyártók használnak. Ez kompatibilis az SI-mértékegységrendszerrel. Idézet a Seagate merevlemezgyártó weblapjáról, de hasonló idézetek találhatók más gyártók oldalain is:[1][2]

| (magyarul) „Az adattárolókat gyártó iparág szabványa szerint a kapacitást decimálisan kell megjeleníteni.” | (angolul)"The storage industry standard is to display capacity in decimal." |
| |                                                                             |

| (magyarul) „Egy gigabyte, vagy GB, egyenlő egy milliárd byte-tal, ha merevlemez kapacitásról van szó.” | (angolul)"One gigabyte, or GB, equals one billion bytes when referring to hard drive capacity" |
| |                                                                                                |

- 1 073 741 824 byte, azaz 10243, vagy 230 byte. Ezt a definíciót a számítógép-memória méreténél használják, és gyakran használják a számítástudományban, számítógép-tervezésben és az operációs rendszerek egyes területein. Az International Electrotechnical Commission javaslata szerint ezt a definíciót inkább gibibyte-nak kellene nevezni (röviden GiB), mert nem kompatibilis az SI-mértékrendszerrel, amit például buszok sebességénél használnak.[3]